# 경기도구리남양주교육지원청
경기도구리남양주교육지원청(京畿道九里南楊州敎育支援廳, Guri Namyangju Office of Education)은 경기도 구리시와 남양주시를 관할하는 경기도교육청 산하의 교육지원청이다. 1980년 경기도의정부교육지원청에서 분리, 신설되었다.
1980년 4월 1일 양주군 중 구리읍, 미금읍, 화도면, 와부면 등 의정부시 이남 지역이 남양주군으로 분리 독립되면서, 의정부교육지원청에서 분리 독립하여 남양주군 지역을 관할하는 기관으로 신설, 조직되어 같은 날 개청하였다. 1986년 1월 1일 남양주군 구리읍이 구리시로 승격되면서 남양주군에서 분리독립되었지만 학교, 교육기관은 그대로 남양주교육청에서 관할, 감독하였다. 1991년 3월 26일 지방교육자치에 관한 법률 개정으로 경기도 남양주교육청으로 이름을 바꾸었다가, 2006년 3월 1일 지방교육자치에 관한 법률시행령 개정으로 명칭이 경기도 구리남양주교육청으로 변경되었다.
교육장은 장학관으로 보한다.

## 산하기관

### 초등학교
구리시
| - 갈매초등학교 - 건원초등학교 - 교문초등학교 - 구리초등학교 | - 구지초등학교 - 내양초등학교 - 도림초등학교 - 동구초등학교 | - 동인초등학교 - 백문초등학교 - 부양초등학교 - 수택초등학교 | - 인창초등학교 - 장자초등학교 - 토평초등학교 |

남양주시
| - 가곡초등학교 - 가양초등학교 - 가운초등학교 - 광릉초등학교 - 구룡초등학교 - 금교초등학교 - 금남초등학교 - 남양주금곡초등학교 - 남양주덕송초등학교 - 남양주도곡초등학교 - 남양주동곡초등학교 - 남양주미금초등학교 - 남양주백봉초등학교 - 남양주송라초등학교 - 남양주송촌초등학교 | - 남양주신촌초등학교 - 남양주양정초등학교 - 남양주양지초등학교 - 남양주월문초등학교 - 답내초등학교 - 덕소초등학교 - 도농초등학교 - 도심초등학교 - 도제원초등학교 - 마석초등학교 - 녹촌분교 - 별내초등학교 - 부평초등학교 - 사능초등학교 - 수동초등학교 - 송천분교 | - 심석초등학교 - 양오초등학교 - 어람초등학교 - 예봉초등학교 - 오남초등학교 - 와부초등학교 - 용신초등학교 - 장내초등학교 - 장승초등학교 - 장현초등학교 - 조안초등학교 - 주곡초등학교 - 진건초등학교 - 진접초등학교 - 차산초등학교 | - 창현초등학교 - 천마초등학교 - 퇴계원초등학교 - 판곡초등학교 - 평내초등학교 - 평동초등학교 - 풍양초등학교 - 한별초등학교 - 해밀초등학교 - 호평초등학교 - 화도초등학교 - 화봉초등학교 - 화접초등학교 |

### 중학교
구리시
| - 교문중학교 - 구리여자중학교 | - 구리중학교 - 동구중학교 | - 인창중학교 - 장자중학교 | - 토평중학교 |

남양주시
| - 가운중학교 - 광동중학교 - 광릉중학교 - 금곡중학교 - 덕소중학교 - 도농중학교 - 동화중학교 - 마석중학교 | - 미금중학교 - 별가람중학교 - 별내중학교 - 송라중학교 - 수동중학교 - 심석중학교 - 양오중학교 - 어람중학교 | - 연세중학교 - 예봉중학교 - 오남중학교 - 와부중학교 - 장내중학교 - 주곡중학교 - 진건중학교 - 진접중학교 | - 퇴계원중학교 - 판곡중학교 - 평내중학교 - 풍양중학교 - 한별중학교 - 호평중학교 - 화광중학교 |

## 같이 보기
- 대한민국 교육부